# Najštejnské bučiny
Najštejnské bučiny jsou přírodní památka ve správních územích obce Blatno a města Jirkov v okrese Chomutov v Ústeckém kraji. Nachází se v Krušných horách, v okolí vodní nádrže Jirkov. Předmětem ochrany jsou lesní porosty (zejména bučiny) s výskytem vzácných druhů ptáků například holub doupňák (Columba oenas), lejsek malý (Ficedula parva), hmyzu a hub vyžadujících mrtvé dřevo.

## Historie
Území přírodní památky bylo využíváno od středověku. Na ostrohu nad vodní nádrží Jirkov se dochovaly nevelké pozůstatky hradu Najštejn a nedaleko ústí Bíliny do vodní nádrže stojí zřícenina Siegertova mlýna.
Chráněné území vyhlásil Krajský úřad Ústeckého kraje v kategorii přírodní památka s účinností od 17. září 2022.

## Přírodní poměry
Přírodní památka s rozlohou 116,24 hektarů leží v nadmořské výšce 399–586 metrů v katastrálních územích Jindřišská, Květnov u Chomutova a Šerchov. Nachází se v Krušných horách, na úbočích kopců kolem vodní nádrže Jirkov a v přilehlých částech Telšského údolí (údolí Bíliny) a údolí Malé vody. Část území se překrývá s evropsky významnou lokalitou Východní Krušnohoří.

### Abiotické poměry
Lokalita leží v sasko-durynské oblasti, v regionu krušnohorsko-smrčinského krystalinika. Z hornin převládají pararuly na svazích přiléhajících k vodní nádrži, zatímco severně od ní podloží tvoří ortoruly. V geomorfologickém členění Česka přírodní památka leží v Krušných horách, v jejich podcelku Loučenská hornatina a okrsku Bolebořská vrchovina. Dominantní vodní plochou je vodárenská vodní nádrž Jirkov, napájená Bílinou a Malou vodou. Půdní typy jsou zastoupeny převážně různými druhy kambizemí, ale dna údolí vodních jsou pokryta fluvizeměmi a na svazích Telšského údolí se vyskytují také rankery.
V rámci Quittovy klasifikace podnebí se přírodní památka nachází na rozhraní mírně teplé oblasti MT4 a chladné oblasti CH7. Chladnější je severní část území mezi vodní nádrží a Telšskou hájovnou. Pro oblast MT4 jsou typické průměrné teploty −2 až −3 °C v lednu a 16–17 °C v červenci. Roční úhrn srážek dosahuje 500–750 milimetrů. Mrazových dnů bývá 110–130, zatímco letních dnů jen dvacet až třicet. V oblasti CH7 bývají průměrné teploty −3 až −4 °C v lednu a 15–16 °C v červenci. Roční úhrn srážek dosahuje 850–1000 milimetrů. Mrazových dnů bývá 140–160, zatímco letních dnů jen deset až třicet.

## Ochrana přírody
Předmětem ochrany v přírodní památce jsou stanoviště bučin, údolních jasanovo-olšových luhů a vegetace silikátových skalnatých svahů. Ochrana se dále zaměřuje na konkrétní druhy živočichů, kterými jsou kovařík Stenagostus rhombeus, holub doupňák (Columba oenas), lejsek malý (Ficedula parva) nebo lignikolní a saptrotrofní druhy hub.